# Neoiphinoe
Neoiphinoe is een geslacht van weekdieren uit de klasse van de Gastropoda (slakken). 

## Soorten
- Neoiphinoe arctica (Middendorff, 1849)
- Neoiphinoe coronata (Gould, 1860)
- Neoiphinoe echinata (Egorov & Alexeyev, 1998)
- Neoiphinoe kroeyeri (Philippi, 1849)
- Neoiphinoe ovoidea (Egorov & Alexeyev, 1998)
- Neoiphinoe permabilis (Dall, 1871)
- Neoiphinoe triseriata (Golikov, 1986)